# Parque regional Lomas de Arena
El Parque Regional Lomas de Arena es un área protegida de Bolivia, ubicada a 12 km al sureste de la ciudad de Santa Cruz de la Sierra. Es uno de los atractivos turísticos más visitado de la región, y cuenta con un área de 14.075,9 ha repartida entre los territorios municipales de La Guardia (91%), Santa Cruz de la Sierra (5,6%) y Cabezas (2,4%). Es famoso por contar con dunas de hasta 12 metros de altura, con paisajes que abarcan sábana, bosque y una laguna principal. Se puede llegar desde la ciudad de Santa Cruz en auto mediante un camino con tramos de asfalto, tierra y arena.

## Creación
El Parque Regional Lomas de Arena se creó mediante Resolución de la Unidad Técnica Desconcentrada del Centro de Desarrollo Forestal de Santa Cruz, el del 6 de junio de 1989, a solicitud de la Unión Juvenil Cruceñista, en una acción que la prensa de la época registra como "Cruzada pro Lomas de Arena". Inicialmente, para su administración se creó Directorio interinstitucional, con su respectivo respaldo legal, en el cual participaban además de la institución juvenil y la forestal, el Comité Pro Santa Cruz, la Universidad Autónoma Gabriel René Moreno y el Instituto Geográfico Militar. 
Ese directorio gestionó el Decreto Supremo N° 22911, el cual fue emitido el 25 de septiembre de 1991. Los conservacionistas que lo impulsaron vieron la necesidad de proteger el ecosistema del lugar, los restos arqueológicos de la etnia Chané y evitar la desertificación de la zona productiva vecina, a cargo de los menonitas, además de ordenar un turismo incontrolado de fin de semana hacia la zona.
Diez años después de su creación, el Parque pasó a la jurisdicción de la antigua Prefectura del Departamento, hoy Gobierno Autónomo Departamental de Santa Cruz, entidad pública que realizó un convenio con la Fundación Simón Iturri Patiño para su administración durante cinco años y fue fiscalizado por un Comité de Gestión interinstitucional. Cumplido el plazo, volvió la administración al Gobierno Departamental.

## Estado de conservación
Según estudios realizados en el área protegida, indican que el estado de conservación de los bosques es vulnerable (Navarro, 1997). Los diferentes tipos de bosques son de gran importancia en la dinámica del geosistema dunar del parque, porque protegen y consolidan la fijación de dunas, ofrecen alimento y refugio a la fauna y forman parte de la belleza escénica del paisaje natural. Frecuentemente el área está amenazada por la deforestación y los incendios, además tiene la característica de estar compuesto en su totalidad por propiedades privadas con tradición agrícola y ganadera. Dadas estas particularidades se tiene el avance progresivo de la
deforestación en baja escala, lo cual significa el deterioro del área a mediano plazo.

## Flora y Fauna
El Parque conserva muestras representativas de bosque húmedo transicional chaqueño y sábanas naturales que albergan una variada diversidad de fauna silvestre como ser: zarigüeyas (Didelphidae), osos hormigueros (Vermilingua), perezosos (Folivora); al menos 12 especies de murciélagos, monos martín, meleros, tejones, zorros, jochis, urinas, taitetú, entre otros. Se registraron un total de 286 especies de aves, las cuales representan el 21 % de las aves registradas para Bolivia, entre ellas están: pava campanilla, paraba roja, bato y otras. El Parque alberga aproximadamente 50 especies de reptiles de los cuales 27 son anfibios. La flora inventariada y documentada para el Parque Regional Lomas de Arena es de 208 especies de plantas vasculares entre las que se destacan: toborochi, tajibo, curupaú, motacú, totaí y varias especies de cactus.

## Atractivos turísticos

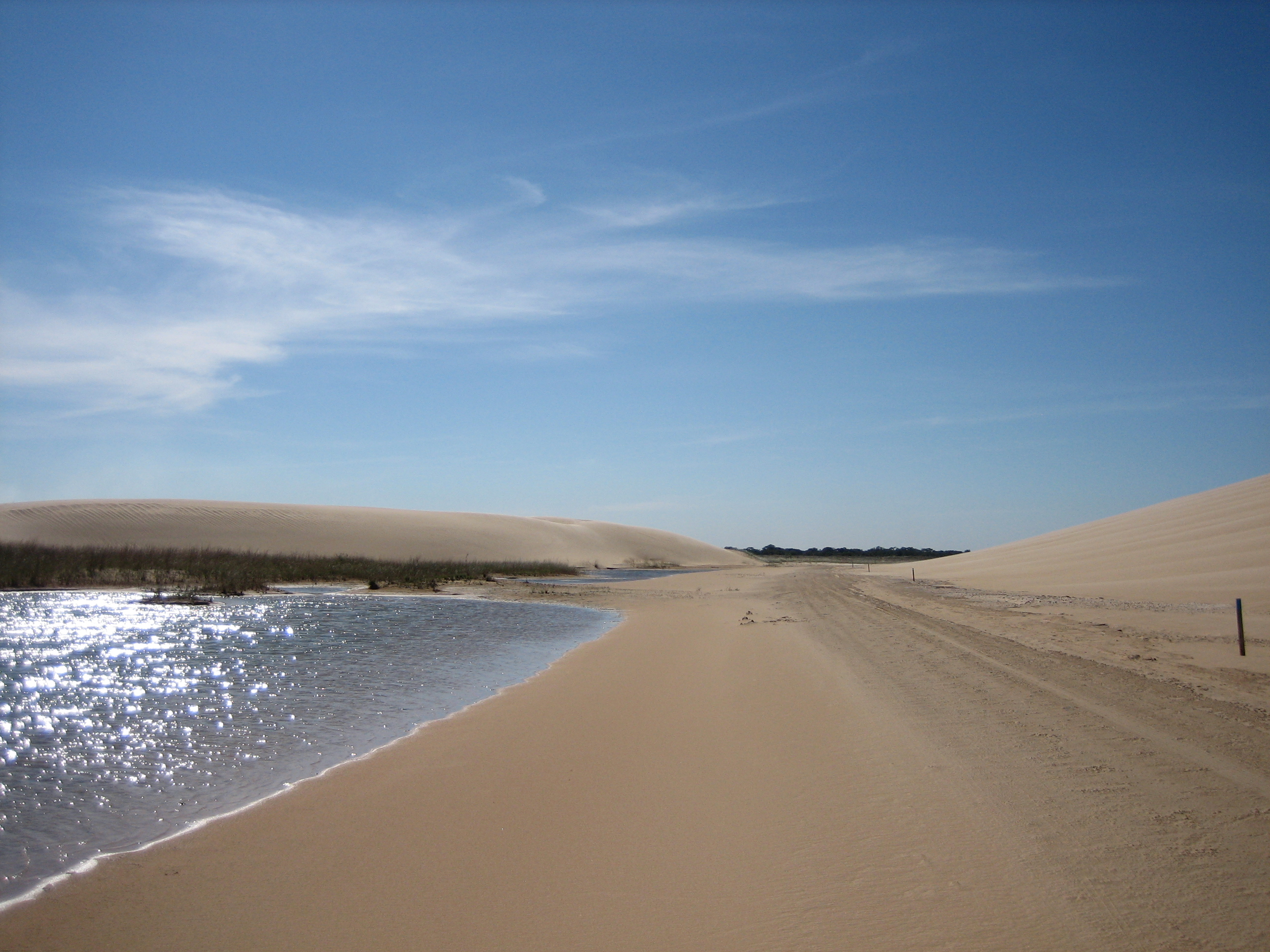
Lagunas dentro de las dunas

El Parque Regional Lomas de Arena, además de los atributos de playa que le caracteriza, como atractivo turístico posee una diversidad de flora y fauna. En él, se han identificado diferentes sitios turísticos:
Sendero ecológico: En el recorrido se disfruta no sólo de un día de playa y sol, sino también de un paseo en carroza o a caballo por una senda espectacular que se extiende por cinco kilómetros.
Sitio Arqueológico: En la zona “Los Chivatos”, se encontraron restos de cerámicas, de lo que fue un cementerio Chané, por ello en esta zona se estableció el único sitio arqueológico de esta cultura.
Turismo rural: La zona cuenta con quintas privadas de recreación, en las que se puede apreciar diferentes actividades típicas del área rural.
Centro de interpretación: Recientemente inaugurado, posee información en forma didáctica sobre el parque, a fin de concientizar y difundir a la población sobre los valores de conservación del parque.